# Rastatt
Rastatt är en stad i Landkreis Rastatt i regionen Mittlerer Oberrhein i Regierungsbezirk Karlsruhe i förbundslandet Baden-Württemberg i Tyskland.  Orten, som för första gången nämns i ett dokument från år 1084, har cirka 52 000 invånare.
Staden ingår i kommunalförbundet Rastatt tillsammans med kommunerna Iffezheim, Muggensturm Steinmauern, och Ötigheim.

## Bilder

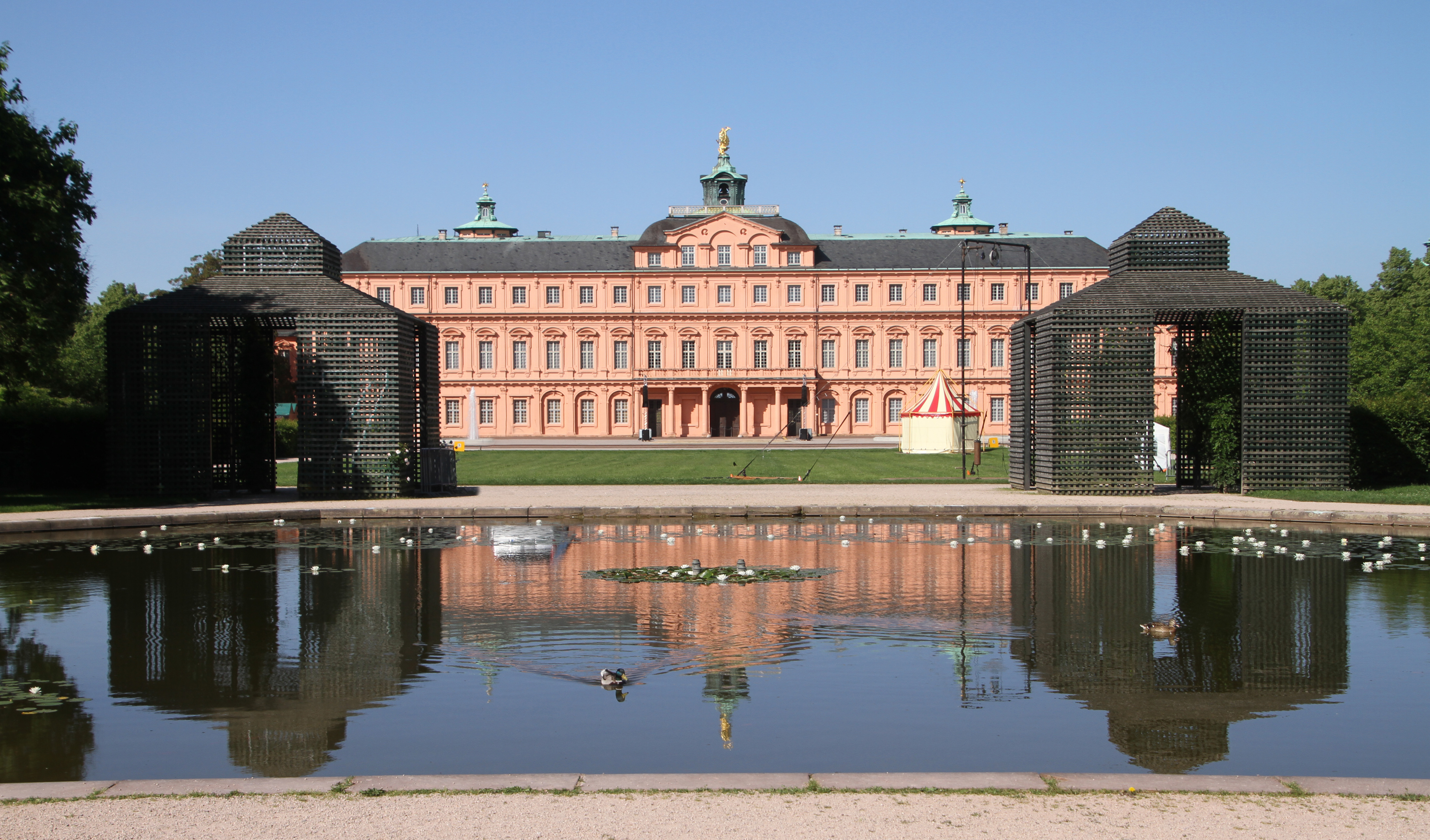
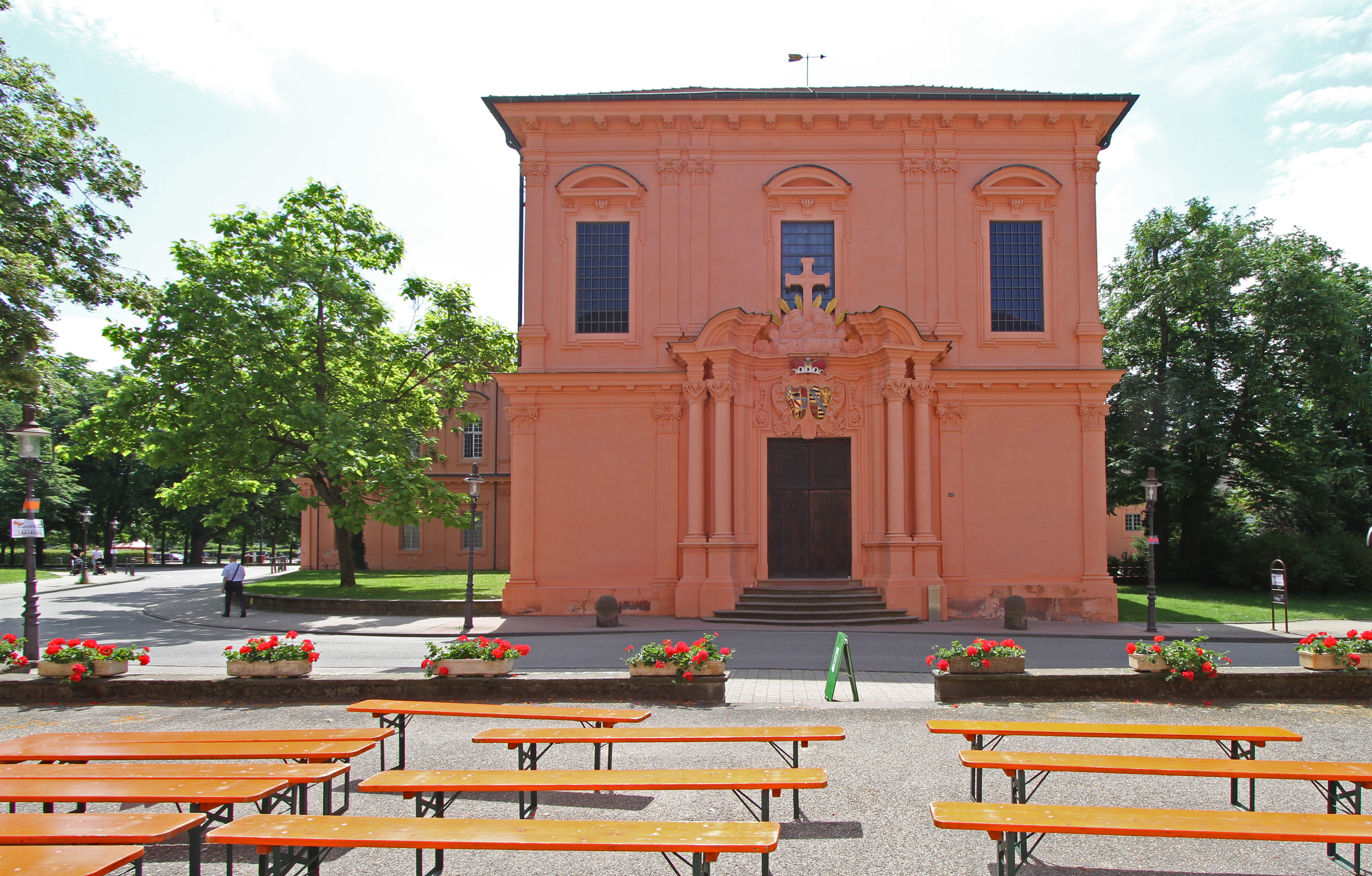
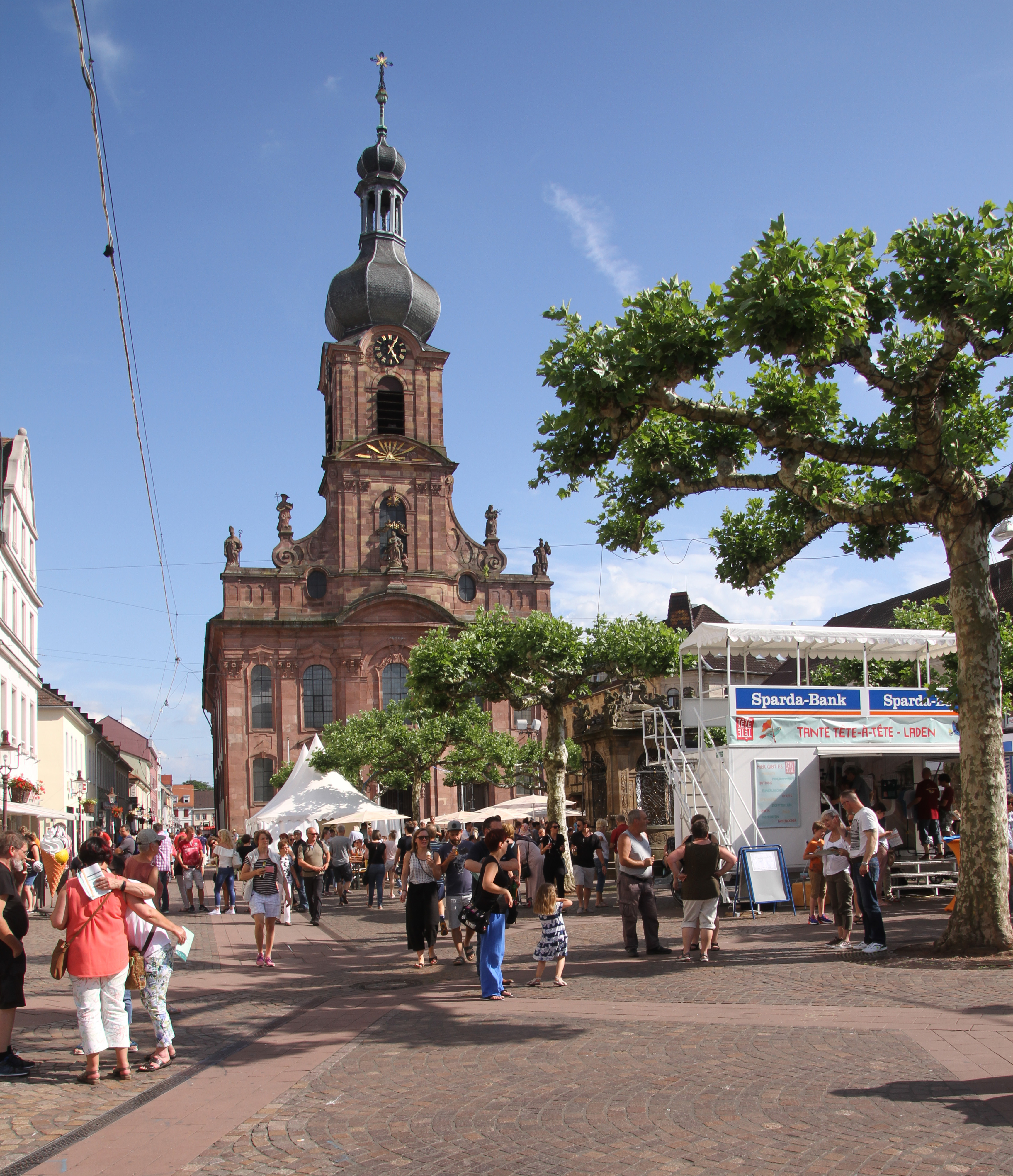
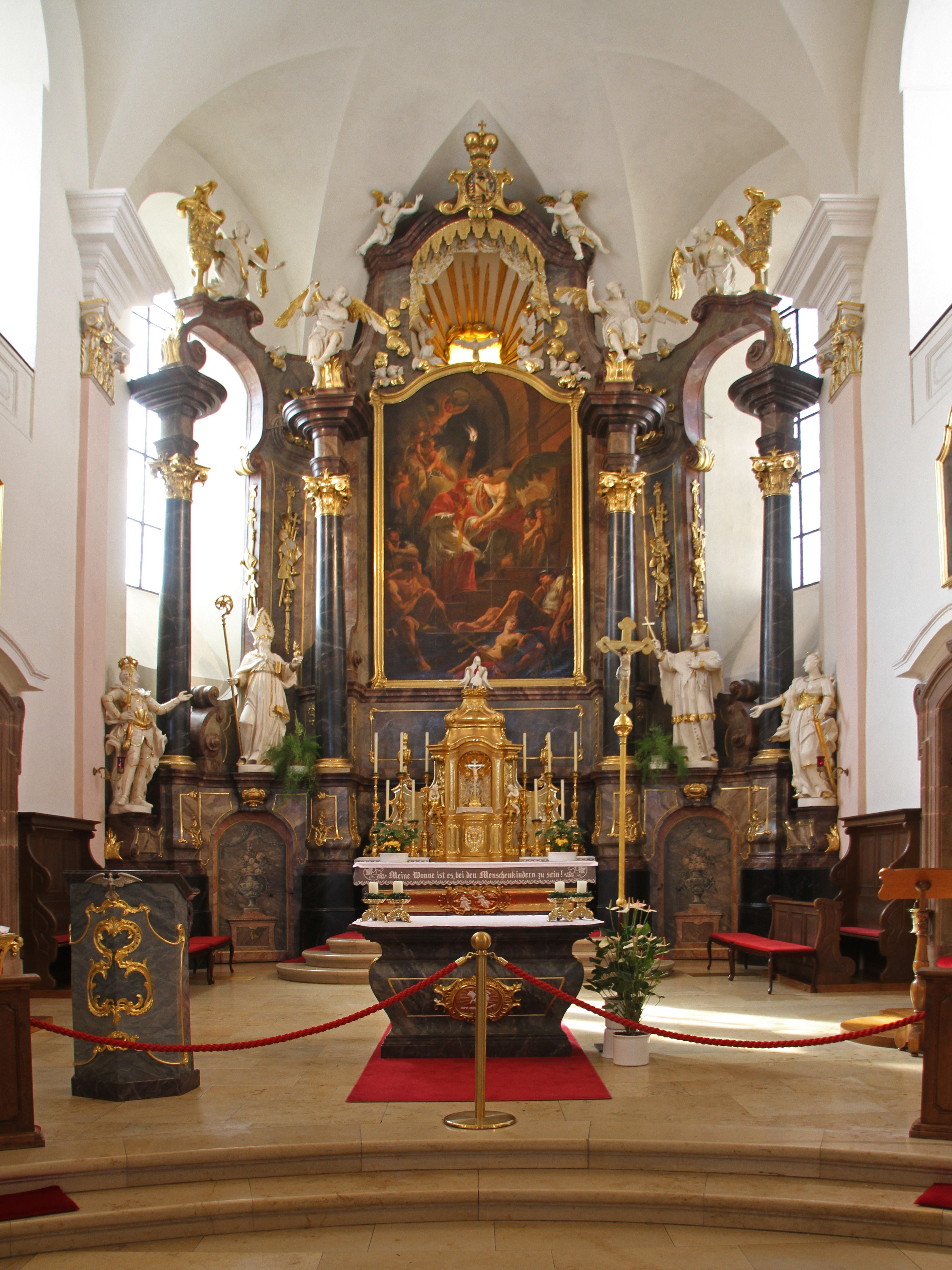